# مادام اکس (فیلم)
مادام اکس (به انگلیسی: Madame X) کنسرت فیلم مستند محصول ۲۰۲۱ است که خواننده-ترانه‌پرداز آمریکایی مدونا در آن به نقش‌آفرینی پرداخته است؛ این فیلم وقایع تور مادام اکس را شرح می‌دهد.